# Tunnel Großer Busch
Der Tunnel Großer Busch ist ein 275 Meter langer Straßentunnel der Bundesautobahn 535 im Wuppertaler Ortsteil Dornap. Die Trasse war bis 2008 noch als Bundesstraße 224n ausgewiesen.
Bis der Tunnel 1990 freigegeben wurde, endete die Autobahn, vom Sonnborner Kreuz kommend, an der Anschlussstelle Wuppertal-Dornap (Anbindung an die Bundesstraße 7). Der Bau des Tunnels 1989/90 erfolgte in offener Bauweise, bei der zunächst eine offene Baugrube geschaffen wurde, die anschließend wieder verfüllt wurde. Die beiden Tunnelröhren, die durch das namensgebende, rund 26 Hektar große Waldgebiet Im Großen Busch verlaufen, haben eine Breite von jeweils 12,5 Metern. Die Baukosten betrugen 22 Millionen DM. Im Zuge des Tunnelnachrüstprogramms des Landesbetriebs Straßenbau NRW sollte der Tunnel gemäß den neuesten Sicherheitsanforderungen aufgerüstet werden. Die Vorbereitungen begannen im Jahr 2007. Die Arbeiten wurden erfolgreich abgeschlossen und der Tunnel damit an den Standard der RABT (Richtlinien für die Ausstattung und den Betrieb von Straßentunneln) 2006 angepasst.
Die offene Grube, die während der Bauarbeiten im Massenkalk-Felsen bestand, war eine ideale Gelegenheit für die Paläontologie-Forschung. Sie erbrachte reichliches Fundmaterial und wesentliche neue Erkenntnisse über die Vorgänge im Mississippium (auch als Unterkarbon bezeichnet) in dieser Region. Die Auswertungen der Funde erstreckten sich über mehrere Jahre.